# Julio César Aguilar
Julio César Aguilar (Ciudad Guzmán, 1972) es un poeta, editor y traductor mexicano radicado en Estados Unidos.

## Biografía
Nacido en Ciudad Guzmán, Jalisco, en 1972, se recibió como médico cirujano por la Universidad de Guadalajara. Posteriormente realizó una maestría en literatura hispanoamericana por la Universidad de Texas en San Antonio y un doctorado en estudios hispánicos por la Universidad de Texas A&M.
Fue becario del FOECA-Jalisco en 1998. Ha coordinado varios talleres de creación literaria y ha sido editor-director de las hojas de poesía Crisol y La llama ardiente, así como de la revista literaria Orfeo, y el sello editorial La otra orilla. Se ha desempeñado como colaborador en revistas y suplementos culturales de México, Estados Unidos y España. Actualmente trabaja como profesor de lengua y literatura en la Universidad Baylor en Estados Unidos.
Es autor de diversos libros de poesía como: Rescoldos (1995), Brevesencias (1997), El desierto del mundo (1998), Una vez un hombre (2004), El yo inmerso (2008), y Alucinamiento (2009). Parte de su obra se encuentra en antologías como La rosa escrita (1996); Tiro al blanco. Poesía última de Guadalajara (1998); Inkwell Echoes (2001); Poesía de Jalisco del siglo XX (2002); entre otras.

### Premios y reconocimientos
Es miembro de The Academy of American Poets. Obtuvo los primeros lugares en The Hispanic Heritage Award dentro del River City Poetry Contest 2001 y The San Antonio Poetry Fair, Director's Award 2002.

## Publicaciones seleccionadas

### Antologías
- Aguilar, Julio César; Bañuelos, Juan; Bello López, Jesús Bartolo; Cisneros de la Cruz, Andrés; Corral Vallejo, Federico; Cuéllar, Margarito; García, Esther M.; Luna, Leticia; Pacheco, José Emilio; Said, Erika; Sánchez, Ángel Carlos (2011). México lindo y querido: reunión actual de poesía mexicana con causa. Monterrey, Nuevo León: Universidad Autónoma de Nuevo León / Editorial Homo Scriptum. ISBN 9786074335781.

### Poesía
- Aguilar, Julio César (1995). Rescoldos. México, D. F.: Mala Estrella (Rueda y el alfabeto; 7) / Ediciones de Autor.
- Aguilar, Julio César (1997). Brevesencias (1. edición). Guadalajara, Jal., México: Secretaría de Cultura, Gobierno del Estado. ISBN 9789706241252.
- Aguilar, Julio César (1998). El desierto del mundo (1. edición). Chimalistac, D.F: Consejo Nacional para la Cultura y las Artes. ISBN 9789701820964.
- Aguilar, Julio César (2008). El yo inmerso. Indiana, Estados Unidos de América: AuthorHouse. ISBN 9781434345479.
- Aguilar, Julio César (2009). Alucinamiento. Guadalajara, Jalisco: Literalia Editores (Alfa; 45).

### Traducciones
- Beatriz Hausner (2012).  Aguilar, Julio César, ed. La costurera y el muñeco viviente / The Seamstress and the Living Doll. Guadalajara, Jalisco: Mantis Editores (Terredades) / El Colegio de Puebla. ISBN 9786077943457. (traducción al inglés)
- Janet McCann (s. a.).  Aguilar, Julio César, ed. Pascal goes to the races : Pascal va a las carreras. Colima: Puertabierta Editores. ISBN 9786078286850. (traducción al español)